# Поточняк Ростислав Мирославович

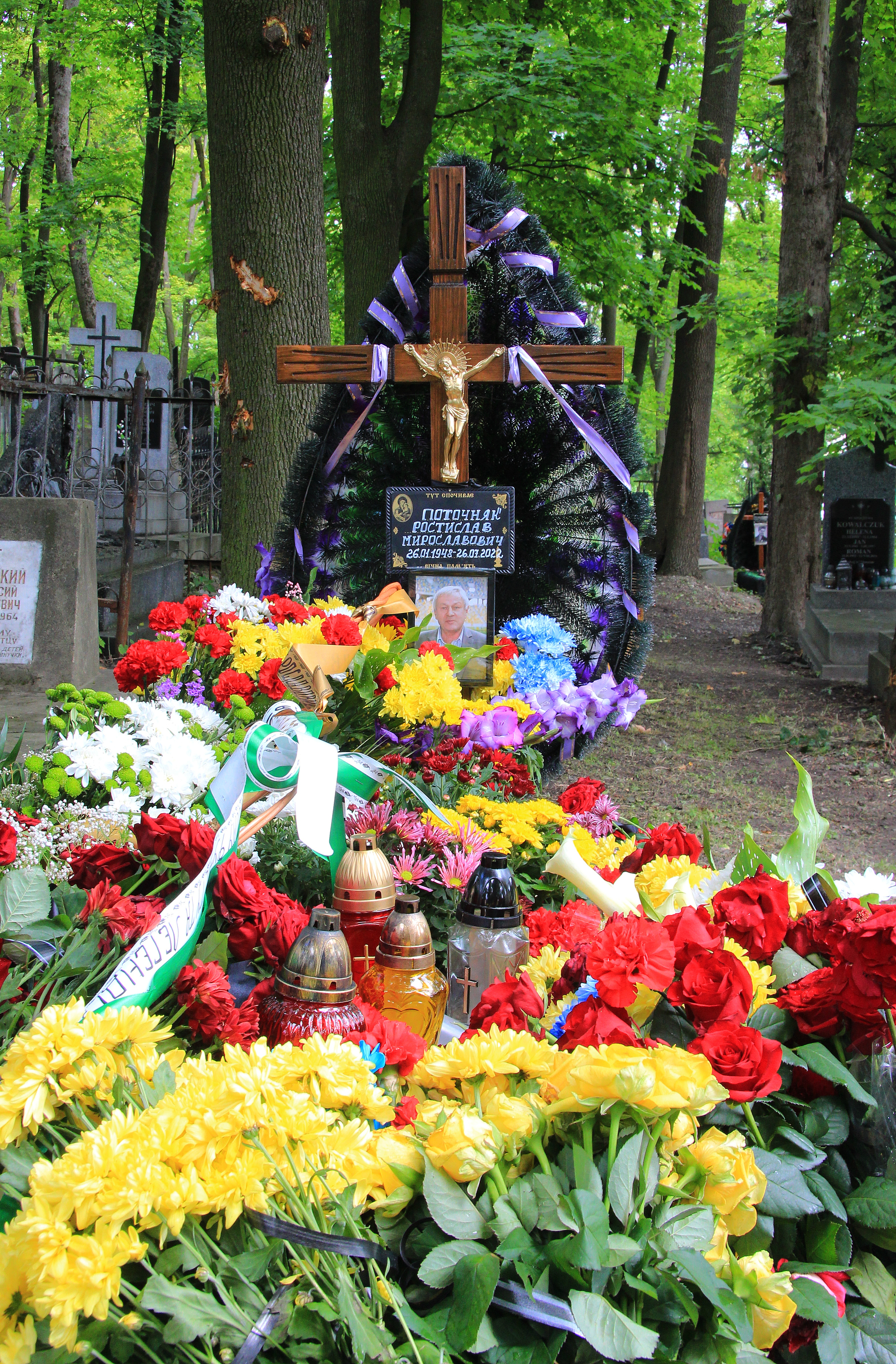
Могила Ростислава Поточняка на 80 полі Личаківського цвинтаря

Ростисла́в Миросла́вович Поточня́к (26 січня 1948 — 26 липня 2022) — радянський та український футболіст і тренер. Виступав у клубах «Карпати» (Львів) та «Металіст» (Харків). Володар Кубка СРСР 1969. Майстер спорту СРСР.
Перший тренер — Богдан Маркевич. Серед тренерів Ростислава Поточняка також були Євген Лемешко, Ернест Юст, Василь Васильєв, Анатолій Полосін та Валентин Бубукін.
Закінчив Львівський політехнічний інститут та Львівський інститут фізкультури.

## Футбольна кар'єра
Першою командою майстрів для оборонця стала юнацька команда клубу СКА (Львів). З 1966 року — у «Карпатах». Уже впродовж першого сезону провів 13 ігор, а в 1967 році став незамінним оплотом оборони львів'ян.
У 1978 році перейшов до харківського «Металіста», де згодом став капітаном і протягом кількох років пройшов з командою шлях від другої ліги аж до вищої.
Виступав за молодіжну та олімпійську збірні СРСР — став срібним призером чемпіонату Європи 1972 серед молодіжних команд.
Відзначався тонким позиційним чуттям і тактичною грамотністю, міг також зіграти й у середині поля.
Помер 26 липня 2022 року у віці 74 років у Львові. Був похований 29 липня на полі № 80 Личаківського цвинтаря.

## Титули та досягнення
- Кубок СРСР: 1969•
- Чемпіон СРСР(1 ліга): 1970, 1981
- Чемпіон УРСР : 1978
- Фіналіст кубка СРСР: 1983.
- Віце-чемпіон Європи U-23 -1972.
- Другий призер чемпіонату СРСР (2 група класу А) :1968.
- Третій призер чемпіонату СРСР (1 ліга) :1980.